# Schicksal mal drei
Schicksal mal drei ist ein Zeitreise-Science-Fiction-Roman des US-amerikanischen Schauspielers und Autors Fritz Leiber aus dem Jahre 1945. Er erschien 1981 in deutscher Sprache bei der Verlagsgruppe Lübbe.

## Zusammenfassung
Die Protagonisten Thorn und Clawly sind führende Wissenschaftler bzw. Geheimdienstler in ihrer Welt, die gemeinsam ein Projekt beaufsichtigen. Im Rahmen dieser Tätigkeit stoßen sie auf die Existenz zweier paralleler Realitäten. Die realere Realität ist die, in der Thorn und Clawly in einer liberalen Gesellschaft leben. Hier sind sie bekannte Persönlichkeiten. Die zweite Realität ist die, in der Thorn und Clawly in einem faschistischen Regime leben. Auch in dieser Realität kennen sie sich, aber aus anderen Gründen. Die dritte Realität ist eine zerstörte Welt. Thorn existiert auch in dieser Welt.
Im Verlauf der Geschichte gewinnen die Persönlichkeitsstrukturen aus den jeweils anderen Realitäten mehr und mehr Einfluss auf ihre alternativen Egos. Konkret wird der Geheimdienstler Clawly aus der zweiten Realität immer erkennbarer durch die Motivationen seines Ichs aus der ersten Realität verändert. Subjektiv verändert sich die Realität des eigentlichen Protagonisten Thorn mehr und mehr zur dritten Realität. Im Lauf der Geschichte stellt sich heraus, dass die drei Realitäten von den Engländern während des 19. Jahrhunderts durch deren Herumexperimentieren mit der Wahrscheinlichkeitsmaschine geschaffen wurden. Mittels dieser Apparatur lassen sich parallele Realitäten erschaffen. Dies geschieht dadurch, dass aus der Zukunft einer Realität in die Vergangenheit Bericht erstattet wird, wodurch diese Vergangenheit in der Lage ist, diese Zukunft, aus der der Bericht stammt, zu verhindern, oder sie zu verändern. Diese Maschine wurde aber ursprünglich nicht von diesen Engländern im 19. Jahrhundert gebaut, sondern nur gefunden und verwendet.
Gegen Ende der Geschichte melden sich Wesen von einer anderen Welt, die von sich behaupten, die ursprünglichen Erschaffer der Maschine zu sein, und diese zurückfordern.